# Ténenkou
Ténenkou – miasto w Mali; 7 500 mieszkańców (2006). Przemysł spożywczy, włókienniczy.